# Lafage-sur-Sombre
Lafage-sur-Sombre is een gemeente in het Franse departement Corrèze (regio Nouvelle-Aquitaine) en telt 118 inwoners (2009). De plaats maakt deel uit van het arrondissement Tulle.

## Geografie
De oppervlakte van Lafage-sur-Sombre bedraagt 19,9 km², de bevolkingsdichtheid is dus 5,9 inwoners per km².
De onderstaande kaart toont de ligging van Lafage-sur-Sombre met de belangrijkste infrastructuur en aangrenzende gemeenten.

## Demografie
Onderstaande figuur toont het verloop van het inwonertal (bron: INSEE-tellingen).